# Kościół Trójcy Przenajświętszej w Starych Juchach
Kościół Trójcy Przenajświętszej – rzymskokatolicki kościół parafialny należący do dekanatu Ełk - Świętej Rodziny diecezji ełckiej.

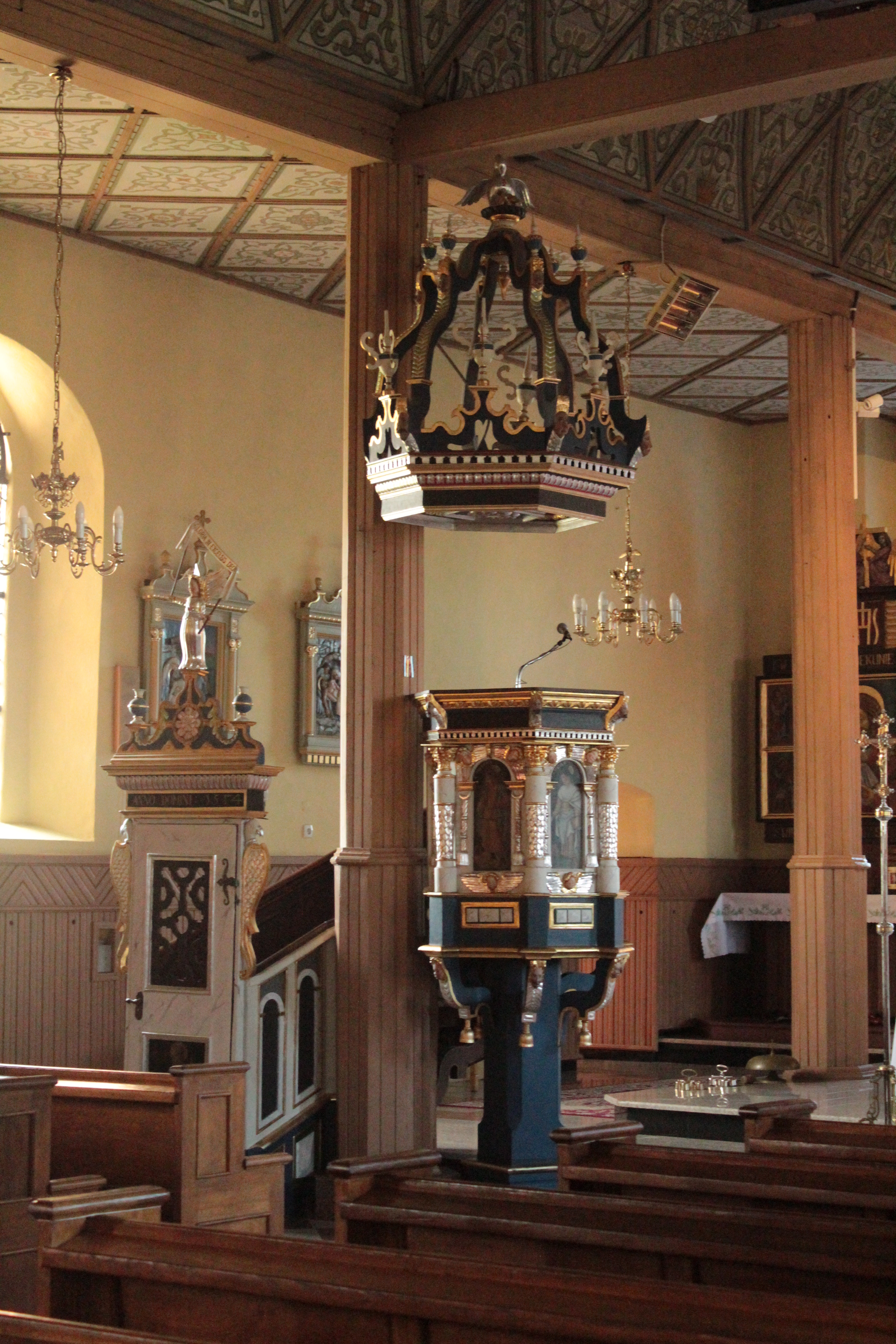
Wnętrze kościoła - ambona

Jest to świątynia wzniesiona w latach 1885-1886 przez protestantów. Po zakończeniu drugiej wojny światowej budowla została przejęta przez katolików. W latach 1927–1929 kościół został wymalowany. W 1962 roku świątynia została ustanowiona kościołem parafialnym przez biskupa warmińskiego Tomasza Wilczyńskiego.
We wnętrzu kościoła znajduje się ołtarz wykonany w 1501 roku oraz ambona pochodząca z 1574 roku.